# I ricordi del cuore (singolo)
I ricordi del cuore è una canzone composta da Amedeo Minghi, scritta da Vanda Di Paolo (pseudonimo di Pasquale Panella) e cantata dallo stesso Minghi nel 1992.
Con questa canzone il cantautore romano partecipa al Festivalbar e l'album omonimo è un successo: vende 600 000 copie e ottiene 3 dischi di platino. Verrà inserita nelle raccolte Minghi Studio Collection del 1999 e The Platinum Collection del 2006 e nell’album live Dallo Stadio Olimpico di Roma del 1993.
La canzone è la sigla della telenovela Edera, trasmessa su Canale 5 tra febbraio e luglio del 1992.